# Football Association of Singapore
Die Football Association of Singapore (FAS) ist der offizielle singapurische Fußballverband.

## Geschichte
Die Football Association of Singapore entstammt ihrem Vorgänger, der Singapore Amateur Footbal Association (SAFA), welche am 28. August 1892 gegründet wurde, angeblich als ältester Fußballverband Asiens. Die Nachfrage nach Fußballspielen in Singapur führte 1904 zur Schaffung der Singapore Football League, die durch die SAFA organisiert und kontrolliert wurde und parallel zu anderen Ligen wie der Government Services League oder der Business Houses League existierte. Während die singapurische Fußballlandschaft bis in die 1920er Jahre durch Europäer dominiert wurde, zeugen die Neugründungen der Singapore Chinese Football Association und der Singapore Malays Football Association von einem Umschwung. 1952 nahm die SAFA den heutigen Namen „Football Association of Singapore“ an. In der Nachkriegszeit versuchte die FAS ein Ausbluten der lokalen Fußballliga zugunsten des Malaysia Cup zu verhindern, was 1975 zu einer Reorganisation der National Football League führte, im Rahmen derer die mehr als 100 lokalen Fußballteams auf 30 Teams zurechtgestutzt wurden. Trotz der darauf folgenden Revitalisierung der lokalen Fußballszene entschied sich die FAS 1995 aus dem Malaysia Cup auszutreten und sich auf die neugegründete S.League zu konzentrieren. Diese Entscheidung wurde durch die Erschaffung von zwei weiteren Fußballinstitutionen – der National Football Academy sowie des Foreign Talent Scheme – unterstützt.

## Organisation
Die Football Association of Singapore wird durch den auf zwei Jahre gewählten Football Association of Singapore Council geleitet, geführt durch Präsident Zainudin Nordin sowie Generalsekretär Winston Lee. Der Council besteht aus 25 Personen, darunter ein dreiköpfiges Präsidium, zweiköpfiges Generalsekretariat und Beirat, einen Schatzmeister sowie 17 weitere Mitglieder.

## Wohltätigkeit
Die FAS unterstützt seit 2004 das Wohltätigkeitsprogramm CARE United: S. League for the Community, welches u. a. drei Projekte – den Children’s Financial Assistance Scheme (CFA), den Transportation for Elderly Folks Scheme (TEF) und den Development of Women’s Football Scheme (DWF) – mit über S$220.000 finanziert, die im Rahmen einer Spendengala im Raffles City Convention Centre eingenommen wurden.

## Mitgliedschaften
- FIFA (seit 1952)
- AFC (seit 1954)
- AFF (seit 1984)